# Florianka
Florianka – osada część wsi Górecko Stare położona w Polsce, w województwie lubelskim, w powiecie biłgorajskim, w gminie Józefów. Leży na terenie Roztoczańskiego Parku Narodowego.
Jest najbardziej wysuniętą na północny zachód miejscowością gminy i nie ma bezpośredniego połączenia z innymi miejscowościami w gminie. Ze względu na przepisy parku, nie można się tu dostać samochodem.
W latach 1975–1998 miejscowość należała administracyjnie do województwa zamojskiego.
Wierni Kościoła rzymskokatolickiego należą do parafii św. Stanisława Biskupa Męczennika w Górecku Kościelnym.

## Nazwa osady
Nazwa osady została nadana na cześć legendarnego protoplasty rodu Zamoyskich, Floriana Szarego. Według legendy, to tutaj miał zostać raniony przez niedźwiedzia, a jego siostra o imieniu Janka opatrywała mu ponoć rany pod rosnącym tu dębem, również zwanym Florian (7,4 m obwodu). 

## Historia

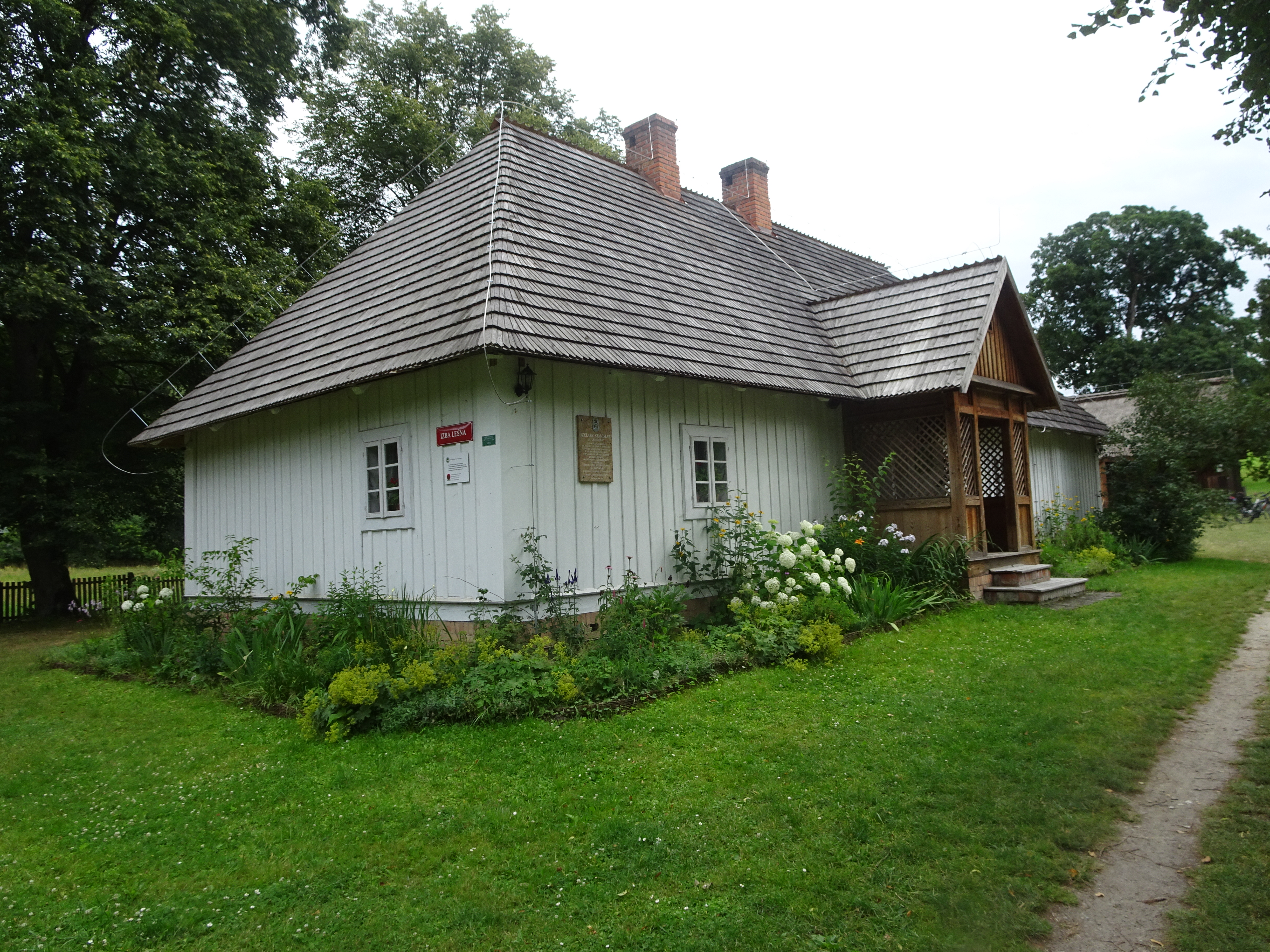
Izba Leśna

Wieś powstała w 1830. Dziewięć lat później powstał folwark. Podczas powstania listopadowego i styczniowego działały tutaj liczne oddziały powstańcze.

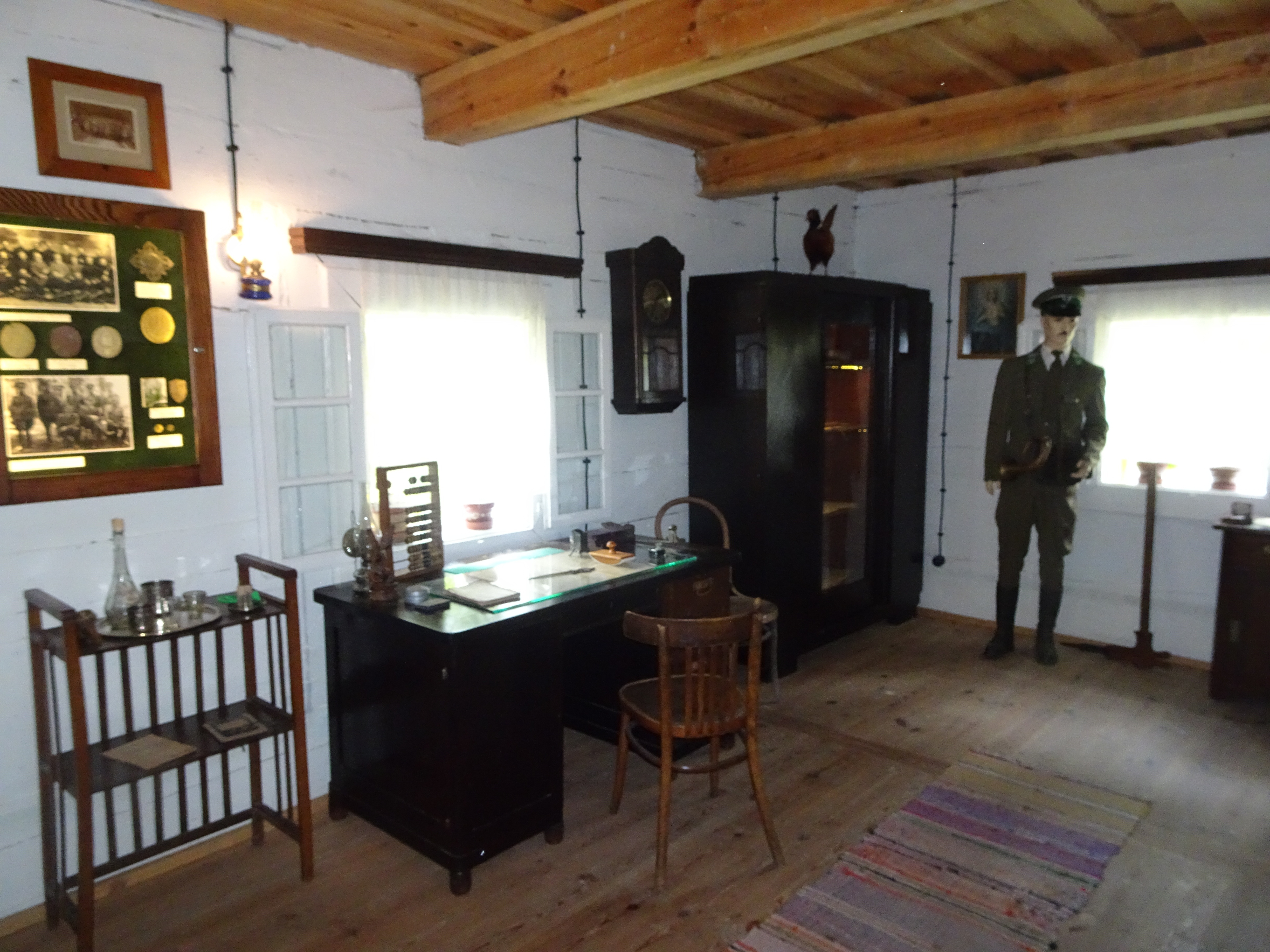
Izba Leśna – gabinet leśniczego

W 1897 powstała szkółka drzew leśnych i owocowych, do dziś zachowały się tutaj okazy rzadkich gatunków drzew. Na terenie osady istnieją XIX-wieczne zabudowania: drewniana gajówka z 1830 oraz murowany dom ogrodnika i zabudowania gospodarcze.
Leśniczówka we Floriance była miejscem urodzenia malarki Aleksandry Wachniewskiej, z domu Fejfer-Stankowskiej.
Przebiegają tędy trzy szlaki turystyczne: zielony im. Aleksandry Wachniewskiej, czerwony krawędziowy oraz żółty (rowerowy).
Obecnie w osadzie znajduje Izba Leśna Roztoczańskiego Parku Narodowego oraz hodowla koników polskich (zwanych też biłgorajskimi).